# Hoplitomeryx
L'oplitomerice (gen. Hoplitomeryx) è un mammifero erbivoro estinto, appartenente agli artiodattili. Visse nel Miocene superiore (Turoliano, circa 6 - 7 milioni di anni fa) e i suoi resti fossili sono stati ritrovati in Italia. 

## Descrizione
Questo animale è particolarmente caratteristico per la presenza di cinque corna disposte sul capo e di lunghi canini superiori ricurvi. L'aspetto generale doveva ricordare quello di un piccolo cervo, e le dimensioni della specie tipo (Hoplitomeryx matthei) erano simili a quelle di un attuale capriolo; il peso doveva aggirarsi sui 45 chilogrammi.
Il complesso insieme di cinque corna di Hoplitomeryx era particolarmente insolito, e non ha eguali nei mammiferi artiodattili. Vi era un corno mediano che si proiettava all'indietro e si originava dalla parte posteriore delle ossa nasali. Le altre quattro corna spuntavano sopra le orbite ed erano appaiate. Due di queste corna erano piccole, dirette all'infuori e in avanti. Le altre due corna erano lunghe e dirette all'indietro.
Un'altra caratteristica notevole di Hoplitomeryx era la presenza di due canini allungati simili a zanne nella mascella. Il muso era corto e massiccio. Oltre a queste caratteristiche evidenti, Hoplitomeryx era dotato di altre caratteristiche esclusive (autapomorfie): una fusione del metatarso con il navicocuboide, un astragalo dai lati non paralleli, una patella allungata e l'assenza della cosiddetta "Palaeomeryx-fold" (una sporgenza sui molari inferiori, tipica di molti ruminanti primitivi). I molari e i premolari, inoltre, possedevano una corona bassa (brachidonti).

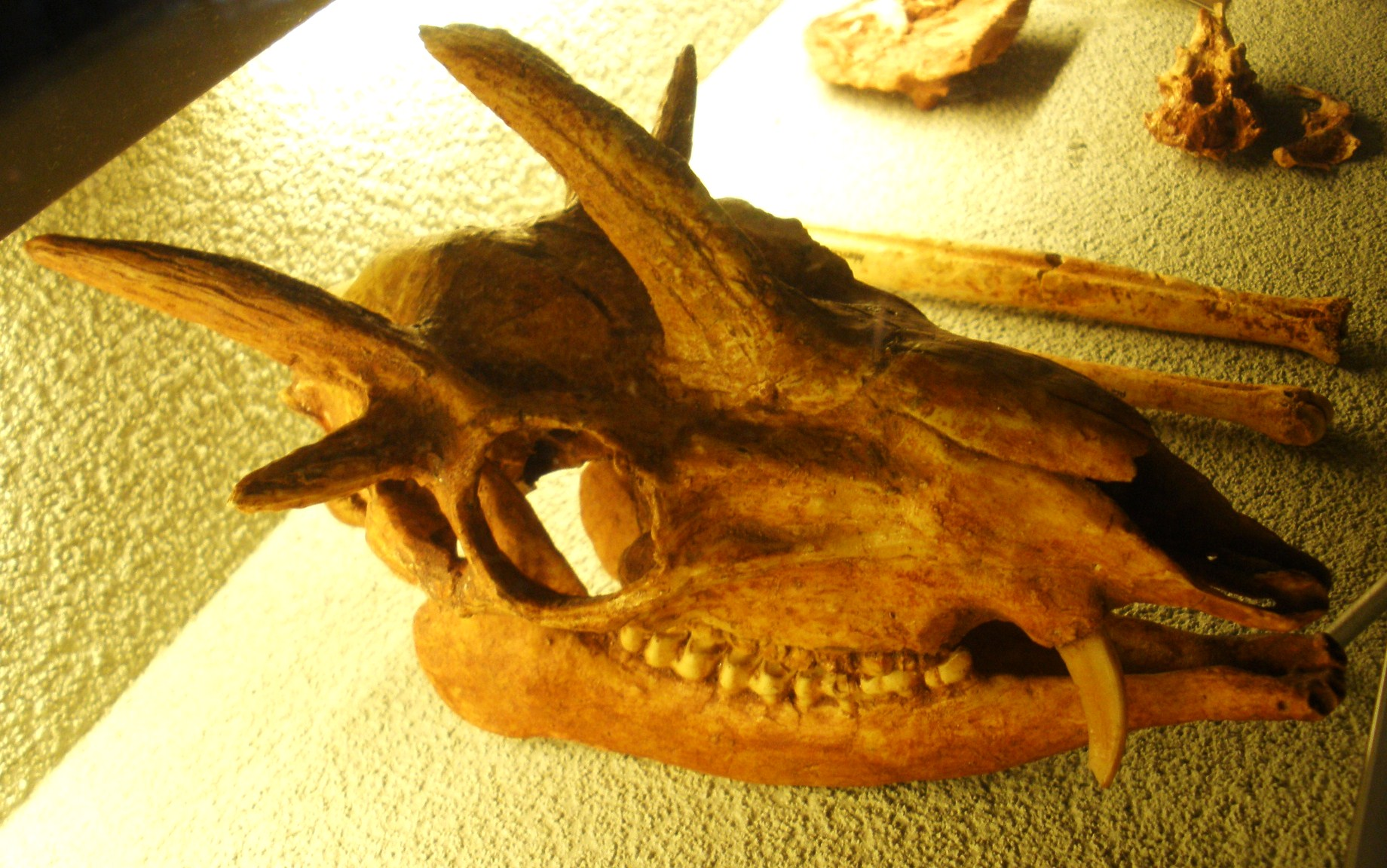
Cranio di Hoplitomeryx matthei

Le dimensioni di Hoplitomeryx variavano molto da specie a specie: la specie tipo, H. matthei, doveva pesare circa 45 chilogrammi, mentre la specie H. devosi era molto più piccola, insolitamente robusta e raggiungeva appena i 20 chilogrammi di peso. Altre due specie erano più grandi: H. macpheei sfiorava gli 80 chilogrammi (era quindi della taglia di un daino) e H. kriegsmani, particolarmente snella, poteva superare i 100 chilogrammi.

## Classificazione
Hoplitomeryx venne descritto per la prima volta nel 1984 da Joseph Leinders, che ne descrisse i resti provenienti dal Gargano (Puglia). Lo studioso riconobbe quattro differenti morfotipi, probabilmente corrispondenti a quattro specie diverse, ma ne descrisse solo una, Hoplitomeryx matthei. 

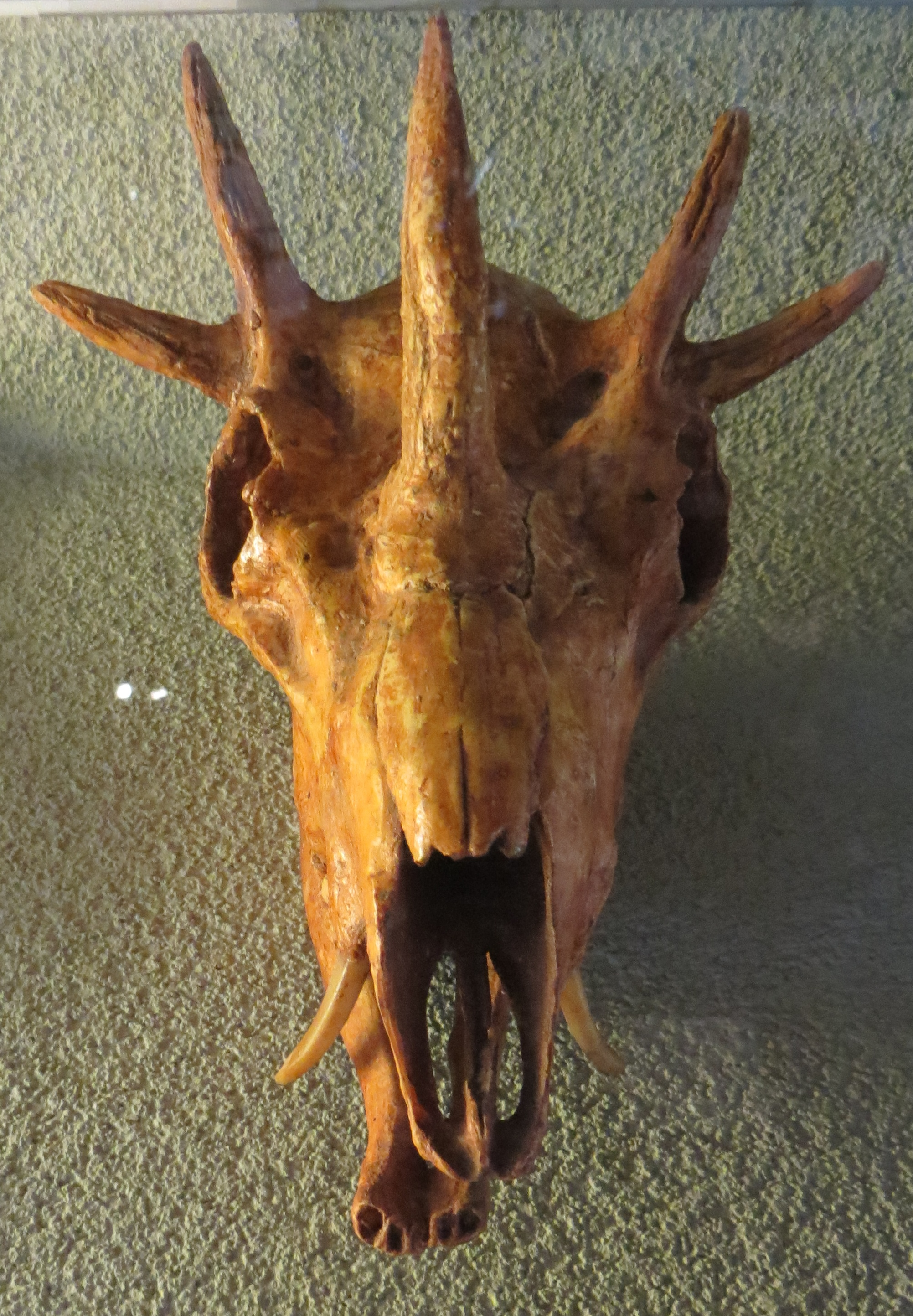
Cranio di Hoplitomeryx matthei

Ulteriore materiale attribuito a Hoplitomeryx venne scoperto a Scontrone (Abruzzo) in terreni un poco più antichi; questi fossili vennero descritti come nuove specie di Hoplitomeryx: H. apruthiensis, H. apulicus, H. falcidens, H. magnus, H. minutus (Mazza e Rustioni, 2011). Successivamente, però, un nuovo studio determinò che queste specie erano abbastanza distinte dalla specie tipo da essere incluse in un nuovo genere, Scontromeryx, privo di corno centrale e di canini superiori allungati. Lo stesso studio, inoltre, determinò la presenza di altre tre specie di Hoplitomeryx sul Gargano: H. devosi, H. macpheei e H. kriegsmani (van der Geer, 2014). Sembra che Scontromeryx fosse un animale più primitivo di Hoplitomeryx, data la presenza dei secondi premolari (caratteristica che in Hoplitomeryx era scomparsa).
Hoplitomeryx e Scontromeryx rappresentano una radiazione evolutiva isolata di artiodattili ruminanti (Hoplitomerycidae), sicuramente ascrivibile ai cervoidi ma dalle origini poco chiare. In passato sono stati avvicinati al genere continentale Amphimoschus, ma attualmente questa ipotesi non è più accreditata (Mennecart, 2012). Hoplitomeryx è di sicuro un cervoide, sulla base di caratteristiche quali la morfologia dei molari, il solco metatarsale chiuso distalmente e la presenza di un doppio orifizio lacrimale sul bordo dell'orbita (van der Geer et al., 2010). 

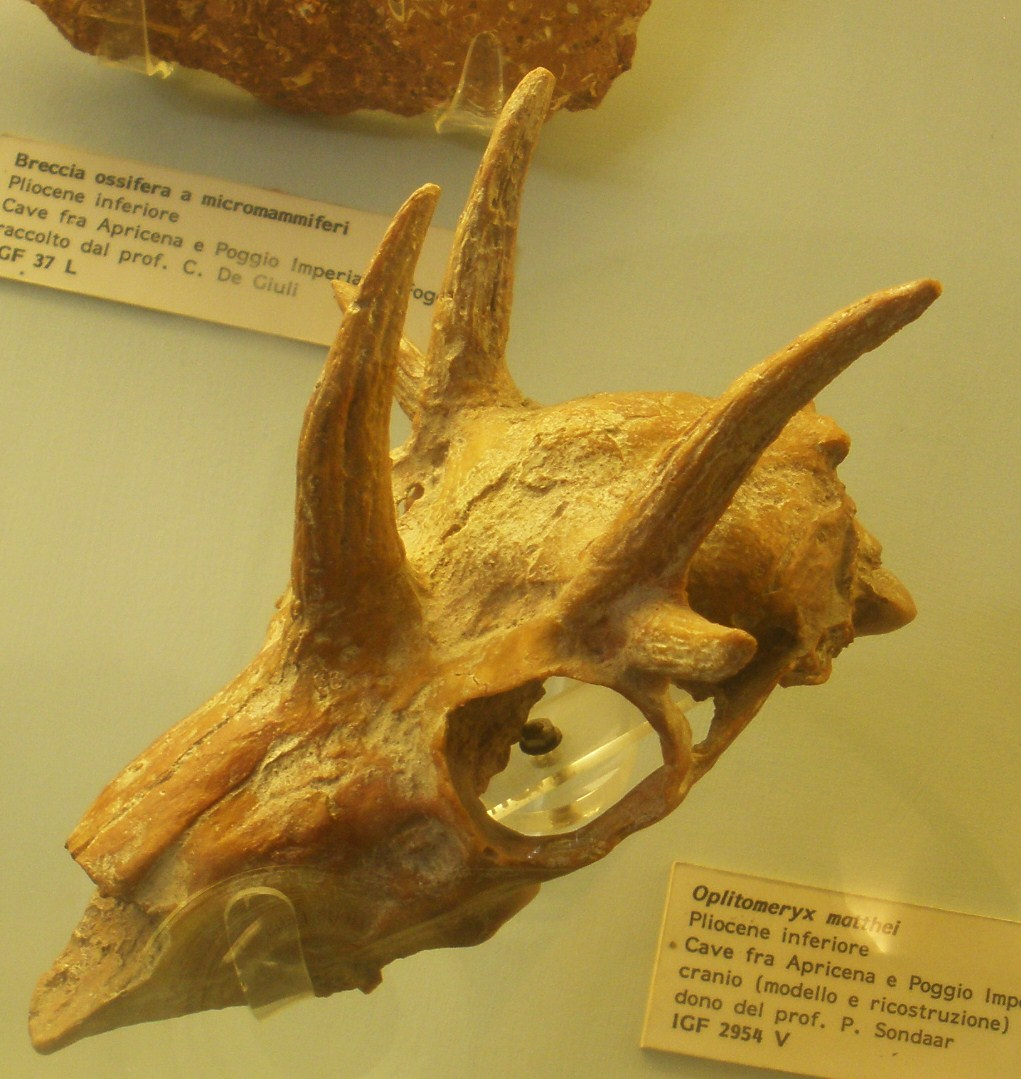
Cranio di Hoplitomeryx matthei

## Paleobiogeografia
Durante il tardo Miocene, nell'allora isola del Gargano cominciò ad evolversi una fauna endemica, che comprendeva fra gli altri animali il ratto lunare gigante Deinogalerix, il barbagianni gigante Tyto gigantea, il criceto gigante Hattomys, e Hoplitomeryx.
Essendo i resti delle varie specie di Hoplitomeryx equamente distribuiti in tutto il substrato, non si può parlare di cronotipi, ma semplicemente di morfotipi. L'ipotesi secondo la quale il Gargano non sia stata un'unica massa di terra, ma un arcipelago di isolotti, ognuno con il suo morfotipo caratteristico, non può essere confermata per insufficienza di prove. Per le specie più piccole si può parlare di nanismo insulare; lo stesso non può però essere detto per le specie di maggiori dimensioni.
È interessante notare come il morfotipo più grande (H. kriegsmani) sia rappresentato quasi essenzialmente da materiale attribuito a esemplari giovani. Questa situazione, con diversi morfotipi di diverse dimensioni coesistenti sullo stesso territorio, è simile a quella di Candiacervus (cervo nano vissuto nel Pleistocene a Creta). Curiosamente, anche una specie di Candiacervus (C. major) mostra un accrescimento delle dimensioni, paragonabile a quello di H. kriegsmani; come quest'ultimo, anche C. major possedeva zampe estremamente allungate, più lunghe che in qualunque rappresentante dei cervidi (Van der Geer, 2008).